# 皮斯托爾

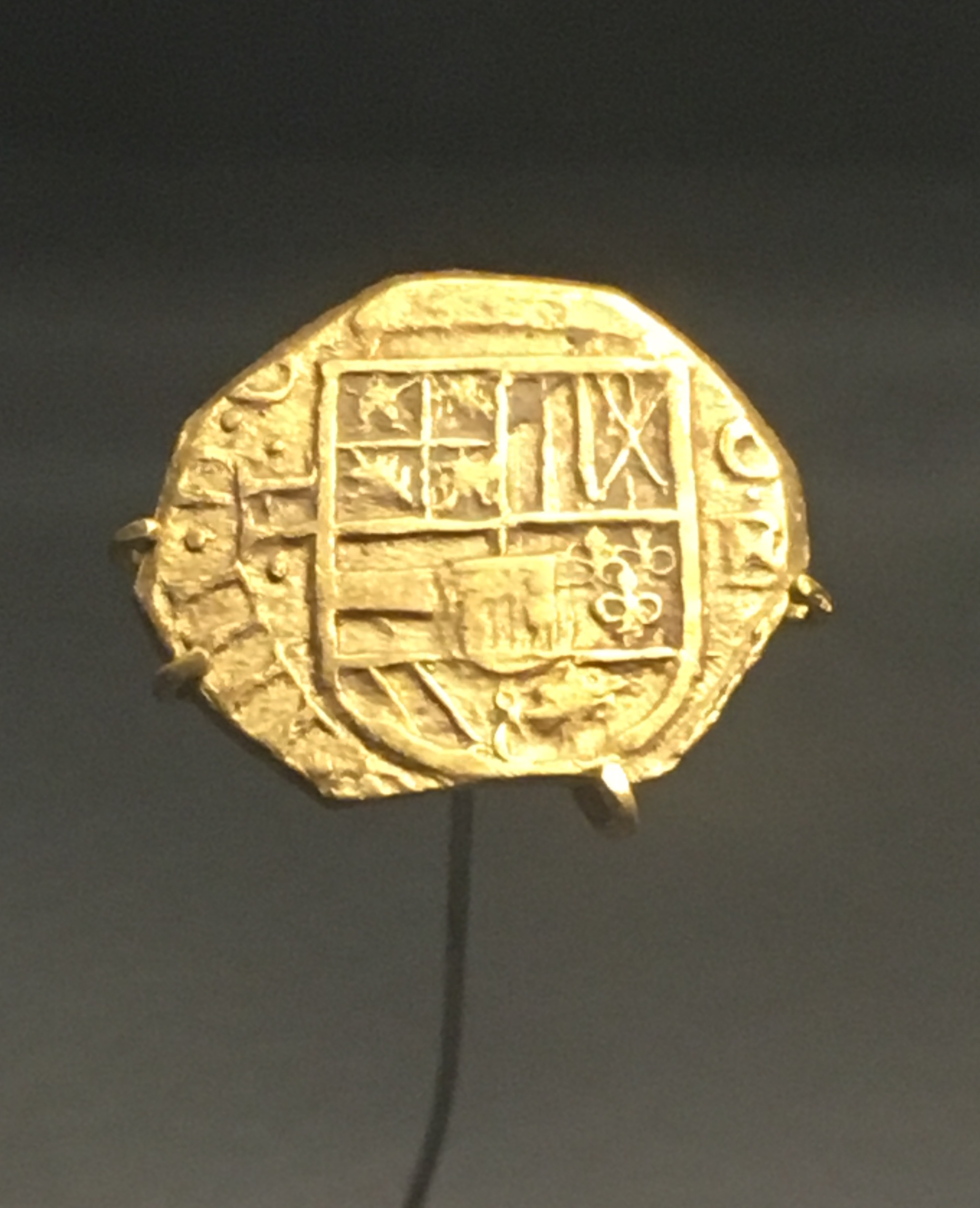
Double escudo ("pistole") of 費利佩四世, 1630

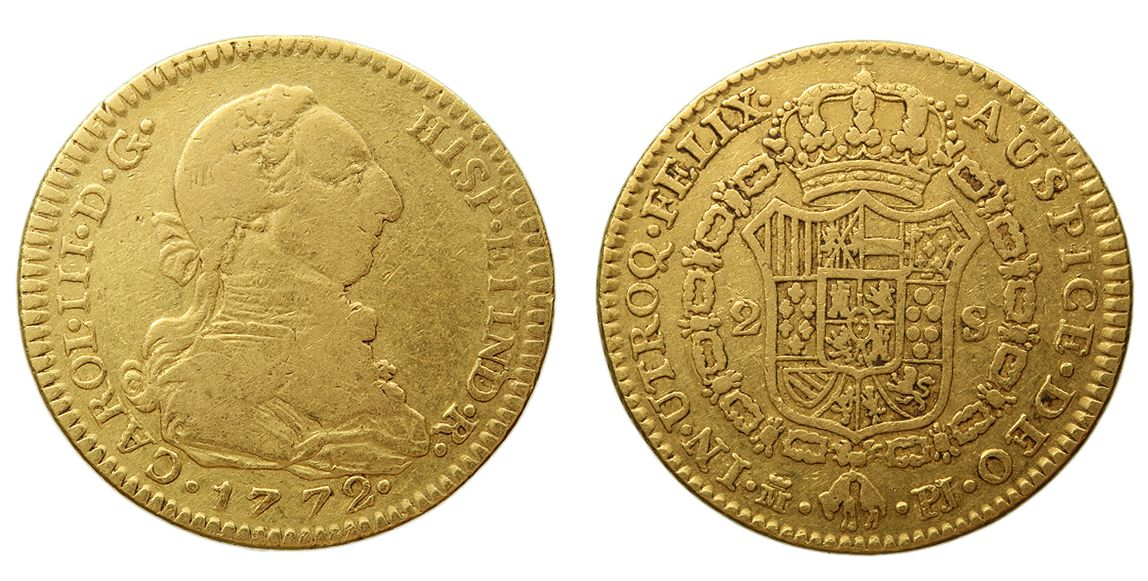
Double escudo ("pistole") of 卡洛斯三世 (西班牙), 1772

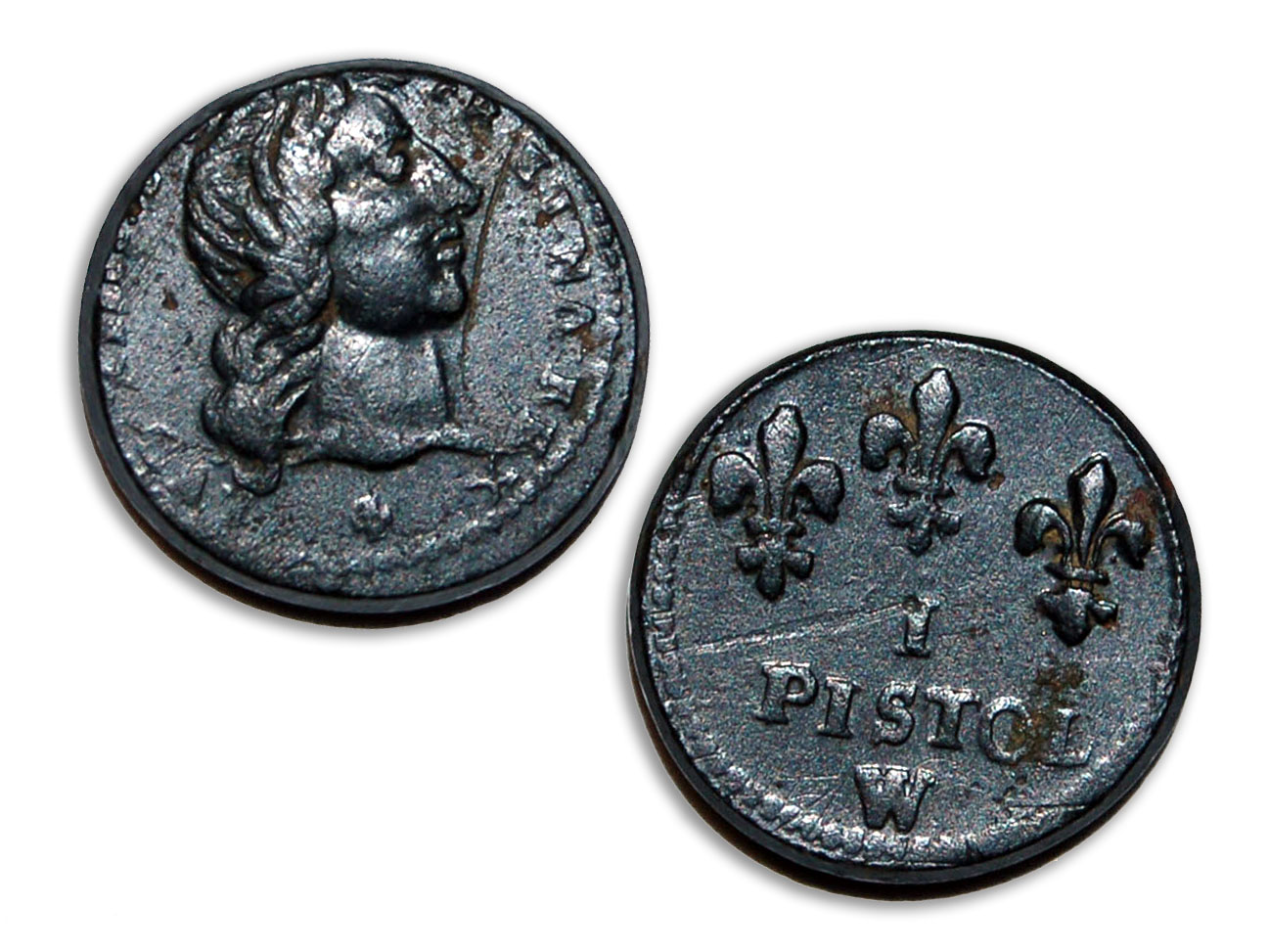
Pistole coin weight, c. 1690

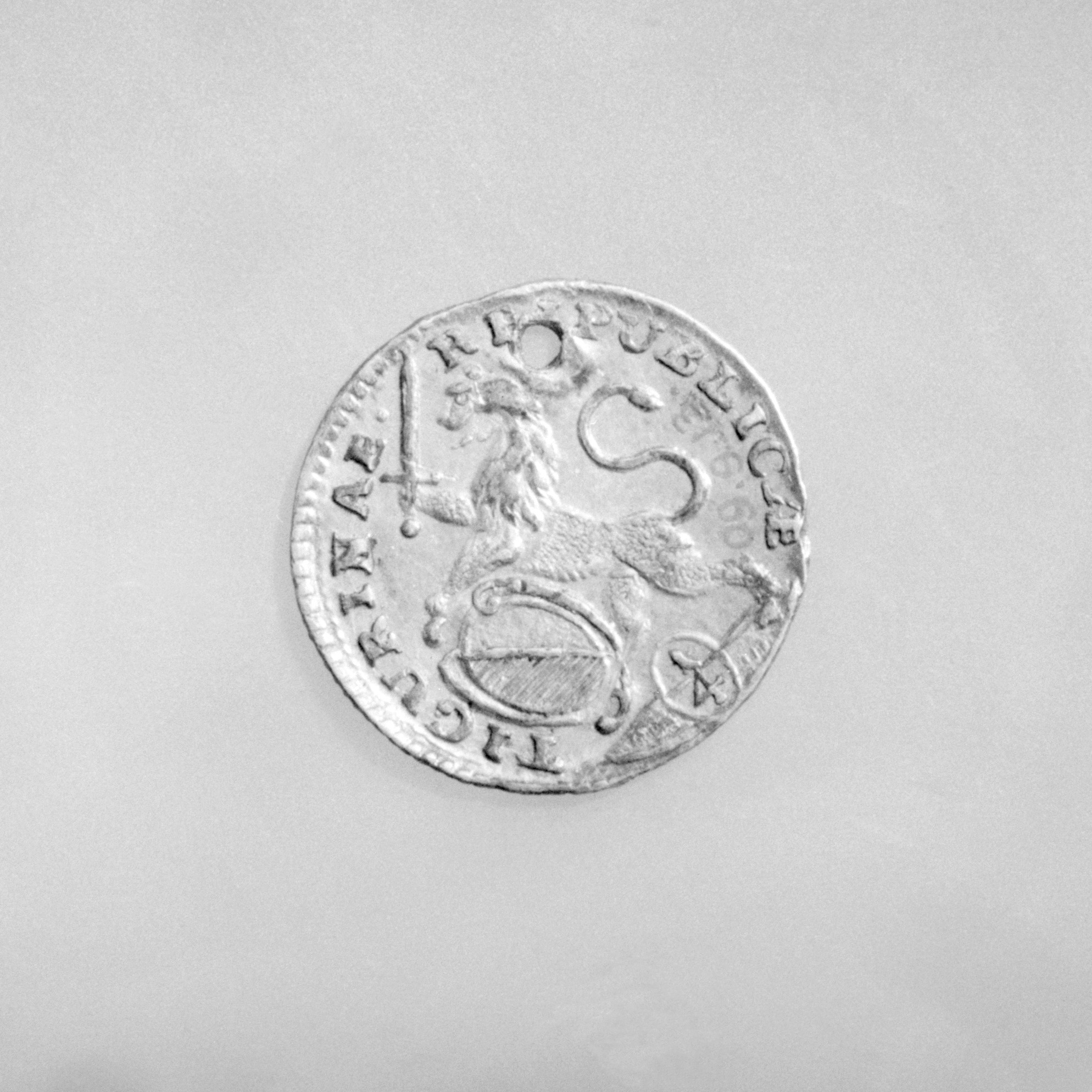
Quarter-ducat of the 苏黎世州, 1751; nicknamed "pistole"

皮斯托爾（法語：Pistole）是中世紀時法國給予當時由西班牙於1537年開始發行、面值兩個埃斯庫多的金幣。這名稱同時亦指由法王路易十三發行的金路易及歐洲其他等值的硬幣。在當時的法國，一個皮斯托爾的價值大約相等於十個里弗尔或三個埃居，不過面值更高的皮斯托爾硬幣亦有出現。法國大文豪大仲馬的小說《三劍客》就有使用「皮斯托爾」這種貨幣。
皮斯托爾的來源不詳，但很可能來源於捷克语的，意思可能是手铳，但更大可能是源於意大利的地名皮斯托亞。皮斯托爾原來的拼寫方法是），而這個拼法來自軍隊，因此這個字的字源可能跟單膛室手槍（pistol）相同。
有小量面值一個皮斯托爾或兩個皮斯拕爾的金幣曾於1646年在爱尔兰岛壓製，當時正值愛爾蘭的Irish Confederate Wars，而當時愛爾蘭在位君主是同時兼位英格兰、苏格兰及爱尔兰国王的查理一世。

## 外部連結
- The American student's guide (to currency conversion) 1834